# Miriam Allen Deford
Miriam Allen DeFord (21 de agosto de 1888 – 22 de febrero de 1975) fue una escritora estadounidense.
Nació en Filadelfia, Pensilvania. Trabajó durante un tiempo como reportera y, en los años 1900, fue una activista y difusora de información a las mujeres sobre el control de la natalidad. También dirigió sus energías en historias de ciencia ficción y misterio, publicando después varias antologías sobre el tema.
También se interesó en el crimen histórico y criminales famosos. En 1968 escribió Los verdaderos Bonnie y Clyde. También escribió El misterio de Overbury, que trata sobre los hechos ocurridos en torno al asesinato de sir Thomas Overbury durante el reinado del rey Jacobo I. Por este trabajo recibió un premio Edgar.
En 1949 comenzó a trabajar en la revista The Magazine of Fantasy & Science Fiction, con Anthony Boucher como editor, quien además de escribir, como reza el título de la revista, historias de fantasía y ciencia ficción, también dio importancia al campo del misterio. Gran parte de toda la ciencia ficción que escribió Deford fue editado en esta revista. Sus historias trataban temas como el peligro de la devastación nuclear, la alineación y los roles sexuales. Más tarde editó su trabajo en antologías.
Deford era una gran aficionada del investigador estadounidense Charles Fort, e hizo un trabajo de campo para él. Poco antes de su muerte en 1975, el escritor especializado en criptología Loren Coleman la visitó con frecuencia y mantuvo conversaciones sobre fenómenos paranormales y poltergeist.
Murió el 22 de febrero de 1975 en la que fue su casa desde siempre, en California.
En 2008, la editorial Library of America seleccionó su historia del juicio contra Leopold y Loeb para incluirla en la retrospectiva de la historia del crimen americano.
El famoso director inglés Alfred Hitchcock incluyó un relato suyo, Una muerte en la familia, en su antología Relatos que me asustaron.